# Милован Жанић
Милован Жанић (Сењ, 17. мај 1882 — Фермо, 1. август 1946) био је хрватски адвокат и политичар.

## Биографија
Усташе!
Да знате: Ја говорим отворено: Ова држава, ова наша домовина мора бити Хрватска и ничија више. И зато они који су дошли овамо, ти треба и да оду.
Догађаји кроз стољећа, а особито ових двадесет година показују, да је ту сваки компромис искључен. Ово има бити земља Хрвата и никога другога и нема те методе, коју ми нећемо као усташе употријебити, да је начинимо збиља Хрватском и да је очистимо од Срба, који су нас стотинама година угрожавали и који би нас угрозили првом згодом.
Ми то не тајимо, то је политика ове државе и кад то извршимо, извршићемо само оно што пише у усташким начелима.

Милован Жанић је рођен 17. маја 1882. у Сењу у Аустроугарској. Гимназију је похађао у Ријеци и Карловцу. Правне студије је уписао у Загребу, гдје је и докторирао. Службовао је у Новој Гадишци и био је истакнути праваш.
На изборима за народне посланике Краљевине Срба, Хрвата и Словенаца  1925. изабран је на листи Хрватске заједнице. Био је један од потписника „Изјаве хрватске опозиције” 9. августа 1925. у којој се руководство Хрватске сељачке странке оптужује за прихваћање Видовданског устава, без знања осталих хрватских представника. По успостављању Шестојануарске диктатуре 1929, Жанићу је првом суђено у Београду по Закону о заштити државе, због чега му је посљеднично одузето јавно биљежништво. Отворио је адвокатску канцеларију у Загребу 1937. године. Интерниран је у Крушћици 1941. године.
Жанић је припадао „домовинском водству” усташког покрета, у чијем изасланству је 13. априла дочекао Анту Павелића недалеко од Карловца. По проглашењу Независне Државе Хрватске именован је опуномоћеником за унутрашње послове, а 12. априла именован је у Хрватско државно водство. Заједно са Славком Кватерником је потписао Закон о присези вјерности Држави Хрватској 12. априла, а 13. априла је потписао Проглас о успоставио Хрватскога оружничког заповједништва. Жанић и Кватерник су први имали и формалне дужности у НДХ.
Као предсједник Законодавног повјеренства био је члан прве владе НДХ, а затим и друге, до 10. августа 1942. године, и у том својству је потписивао расне законе. Средином фебруара 1942. именован је за државног министра у предсједништву Владе, што остаје до децембра 1943, када је по сопственој молби пензионисан. Одлуком владе именован је за повјереник Хрватског црквеног крста 13. фебруара 1942. године.
Због сукоба за Антом Павелићем, приближио се ХСС-у. Одбио је одликовање 1. априла (Ускрс) 1945. године. По паду НДХ, емигрира у Аустрију у мају 1945, а затим у Италију. Преминуо је 1. августа 1945. у логору у Ферму у Италији.